# Glaresis mendica
Glaresis mendica är en skalbaggsart som beskrevs av Horn 1885. Glaresis mendica ingår i släktet Glaresis och familjen Glaresidae. Inga underarter finns listade i Catalogue of Life.